# Rothia distigma
Rothia distigma is een vlinder uit de familie uilen (Noctuidae). De wetenschappelijke naam van deze soort is voor het eerst geldig gepubliceerd in 1898 door Mabille.
De soort komt voor in tropisch Afrika.